# Władysław Bartoszyński (wojskowy)
Władysław Bartoszyński (ur. 1 stycznia 1891 w Radomyślu Wielkim, zm. 30 października 1960) – podpułkownik lekarz Wojska Polskiego, doktor wszech nauk lekarskich.

## Życiorys
Urodził się 1 stycznia 1891 w Radomyślu Wielkim jako syn Władysława i Bronisławy z Masłowskich. Był młodszym bratem Kazimierza (1888–1940), podpułkownika farmacji Wojska Polskiego, ofiary zbrodni katyńskiej. W 1909 zdał egzamin dojrzałości w c. k. Gimnazjum św. Jacka w Krakowie i rozpoczął studia na Wydziale Lekarskim Uniwersytetu Jagiellońskiego. Od lipca do września 1913 odbył trzymiesięczne przeszkolenie w cesarskiej i królewskiej Armii, w charakterze jednorocznego ochotnika-medyka. W lipcu 1914 uzyskał absolutorium.
1 sierpnia 1914 został zmobilizowany i wcielony do 56 pułku piechoty. Dyplom lekarza uzyskał w 1915. Później został mianowany asystentem lekarza w rezerwie z dniem 1 września 1915, a potem awansowany na stopień nadlekarza w rezerwie z dniem 1 listopada 1917 i był przydzielony do Szpitala Garnizonowego Nr 15 w Krakowie (przydział tam posiadał także jego brat Kazimierz, służący jako oficer aptekarz).
Po zakończeniu I wojny światowej i odzyskaniu przez Polskę niepodległości został przyjęty do Wojska Polskiego. Został awansowany do stopnia kapitana lekarza ze starszeństwem z dniem 1 czerwca 1919. W 1923, 1924 był oficerem 5 batalionu sanitarnego. W sierpniu 1925 został przydzielony do Oficerskiej Szkoły Administracji w Krakowie na stanowisko lekarza szkoły i wykładowcy higieny. Został awansowany na stopień majora ze starszeństwem z dniem 1 stycznia 1927. W 1928, 1932 był oficerem 20 pułku piechoty Ziemi Krakowskiej. Z dniem 1 stycznia 1934 został przeniesiony do Szefostwa Sanitarnego Okręgu Korpusu Nr V w Krakowie na stanowisko kierownika referatu ogólno-organizacyjnego. Służbę na tym stanowisku pełnił do wybuchu II wojny światowej. Na stopień podpułkownika został mianowany ze starszeństwem z 19 marca 1939 i 2. lokatą w korpusie oficerów zdrowia, grupa lekarzy. Od 1 do 17 września 1939 pełnił obowiązki szefa sanitarnego OK V. 18 września 1939 przekroczył granicę z Rumunią i został internowany na jej terytorium. Przebywał między innymi w obozach w Călimănești i Târgoviște. W maju 1941 został ewakuowany na Środkowy Wschód, gdzie został zaliczony do rezerwy personalnej (II grupa oficerska). W 1947 wrócił do Polski.
Zmarł 30 października 1960 i został pochowany na Cmentarzu Rakowickim w Krakowie. Był kawalerem.

## Odznaczenia
- Złoty Krzyż Zasługi – 10 listopada 1938 „za zasługi w służbie wojskowej”[21]
- Brązowy Medal Zasługi Wojskowej na wstążce Krzyża Zasługi Wojskowej (Austro-Węgry, przed 1917)[6] z mieczami (przed 1918)[7]
- Złoty Krzyż Zasługi z koroną na wstążce Medalu Waleczności (Austro-Węgry, przed 1918)[7]